# Stortorget, Malmö
Stortorget är ett torg beläget i Malmö. Det började anläggas 1538 i samband med nedrivandet av Heligandsklostret, som med sin kyrkogård upptog omkring 70 procent av det blivande torgets yta. I en notis omtalas platsen 1542 som "thet ny torg". Det ståtliga rådhuset, Nordens vid den tiden största i sitt slag, beläget utmed torgets östra sida kunde tas i bruk 1547.
Vid Stortorget ligger bland annat landshövdingeresidenset, Malmö rådhus, Kockska huset, Hotell Kramer, och Apoteket Lejonet. Mitt på torget står en ryttarstaty av kung Karl X Gustav, skulpterad av John Börjeson och tillkommen i samband med Slöjd- och Industriutställningen i Malmö 1896. Initiativtagare till statyn var framför allt tidningsmannen och politikern Carl Herslow samt historieprofessorn Martin Weibull. 
Stortorget har historiskt varit Malmös mest centrala torg, men genom spårvägens elektrifiering övertogs denna roll alltmer av Gustav Adolfs torg. Stortorget trafikerades av hästspårvagnar år 1887–1907, hästomnibussar åren 1898–1907 och elektriska spårvagnar åren 1906–1957.
Just sydväst om Stortorget ligger Lilla torg, och cirka 250 m rakt söderut (längs Södergatan) ligger Gustav Adolfs torg.
Som kuriosa kan nämnas att meridianen 13° ostlig längd går genom Stortorget vilket innebär att dess medelsoltid är exakt (om man står på rätt plats) åtta minuter efter centraleuropeisk tid (det vill säga svensk normaltid).

## Galleri

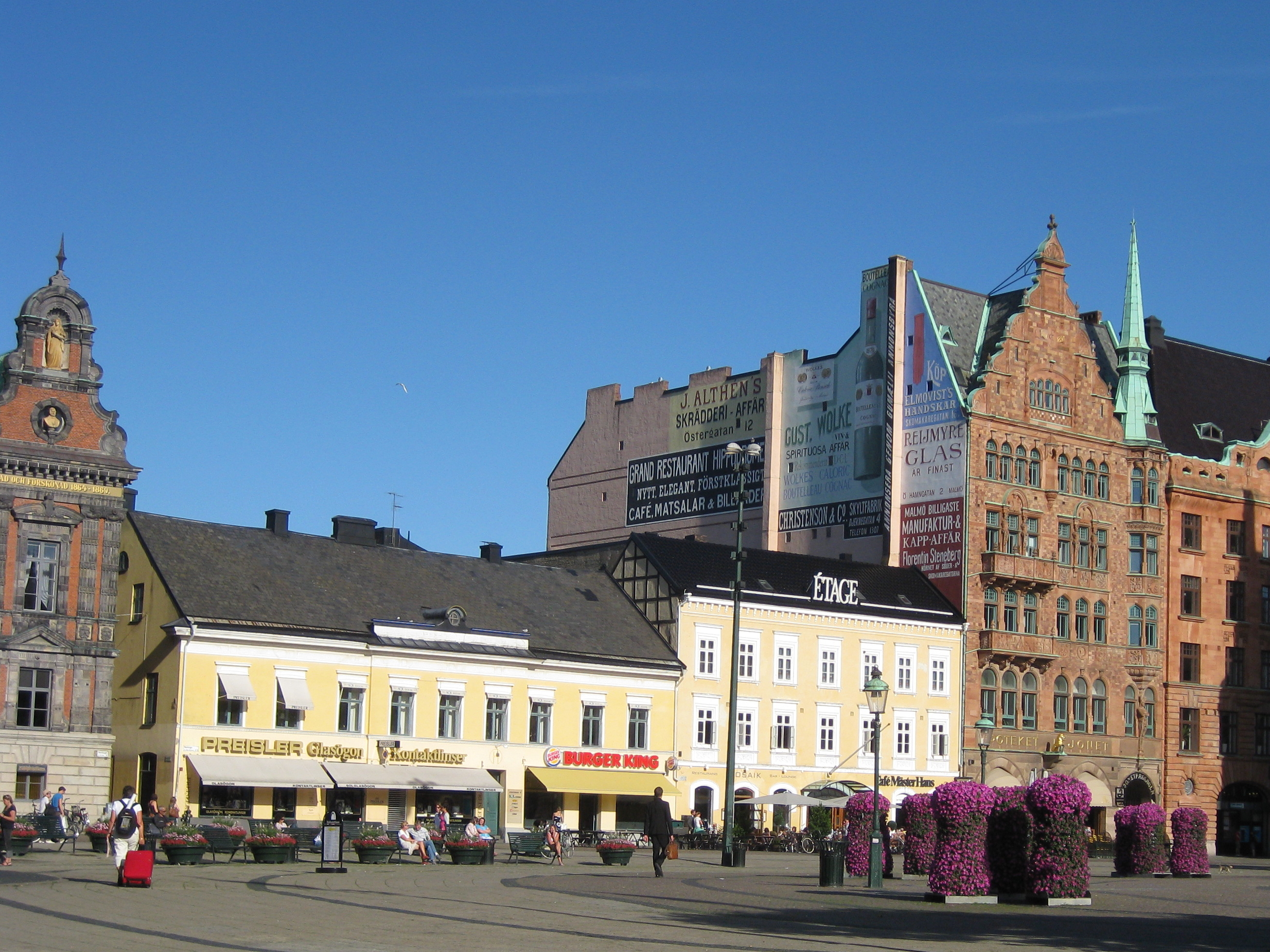
Östra sidan av Stortorget sommaren 2008. I vänsterkanten en del av rådhuset och näst längst till höger Apoteket Lejonet.
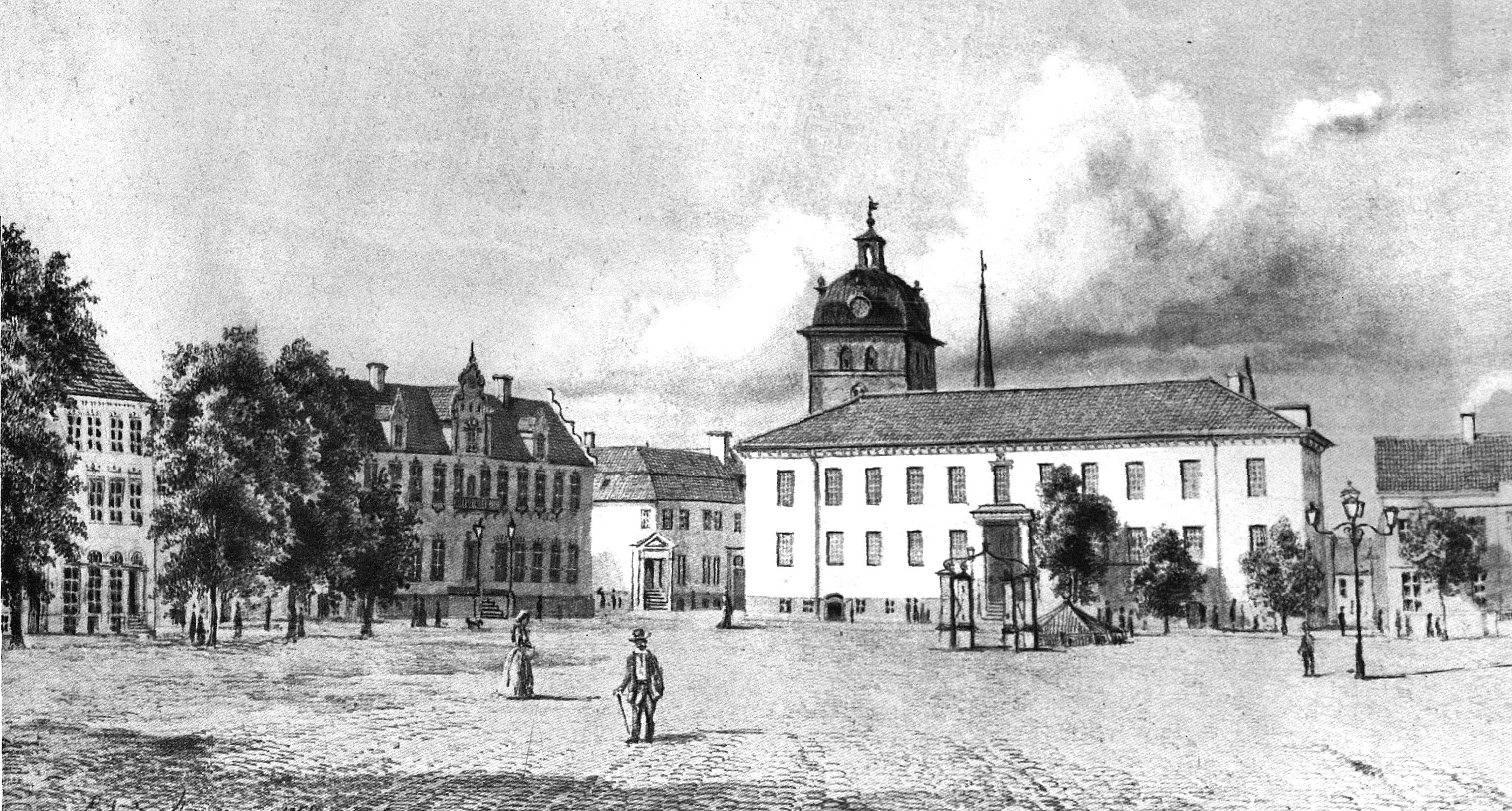
Teckning av Stortorget 1859 utförd av Ludvig Messman. Den vita byggnaden till höger om mitten är rådhuset före ombyggnaden. Bakom dettas vänstra del syns det dåvarande tornet på Petrikyrkan och mellan rådhuset och de två träden ses residenset.
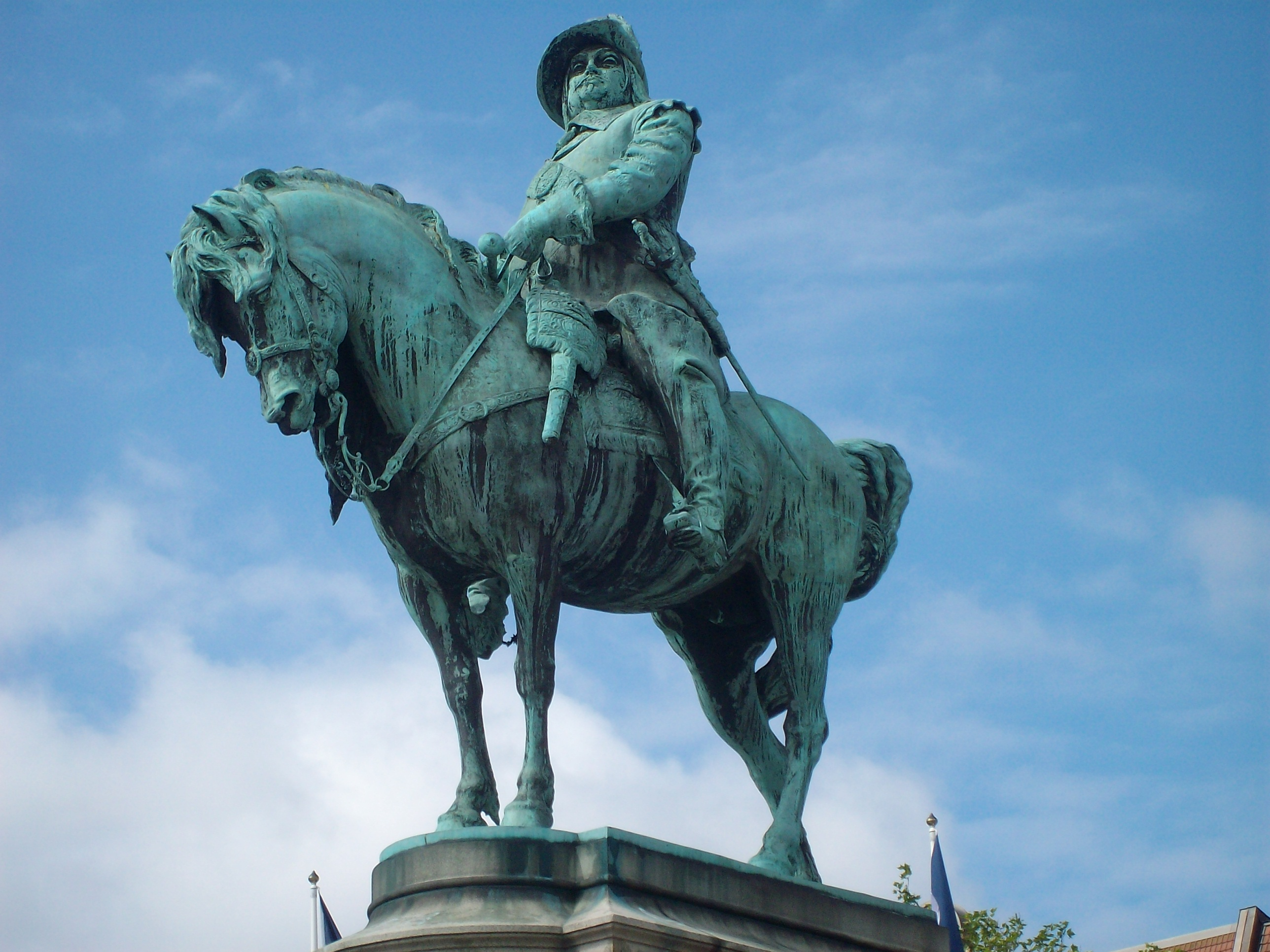
Ryttarstatyn föreställande kung Karl X Gustav.